# Скаффиди, Саманта
Сама́нта Скаффи́ди (англ. Samantha Scaffidi; род. 3 марта 1989, Нью-Йорк, Нью-Йорк) — американская актриса, сценарист, режиссёр и продюсер. На ранних этапах своей карьеры Скаффиди снималась в короткометражных фильмах, а известность получила благодаря роли Виктории Хейз в фильмах «Ужасающий» (2016), «Ужасающий 2» (2022) и «Ужасающий 3» (2024). Также она предстала в главной роли Люс в картине «Хижина в лесу: Новая глава» (2017) и срежиссировала социальную рекламу «Wait» (2019) для RAINN.

## Ранняя жизнь
Саманта Скаффиди обучалась актёрскому ремеслу в «Университете Сальве Реджина» и «Студии Уильяма Эспера».

## Карьера
Кинокарьера Скаффиди стартовала с ролей официантки в короткометражном фильме «Неловкое молчание» и Би в «Derailing» (оба сняты в 2013 году). В 2015 году Скаффиди сыграла Мишель в полнометражной независимой комедии «Сетевик», Жоржетту в драме «Сэм» и Саманту в короткометражке «Действовать, естественно». В следующем году она исполнила главную роль Люс в комедийном фильме ужасов студий SC Films и SP Releasing «Хижина в лесу: Новая глава», премьера которого состоялась на Каннском кинофестивале. В 2018 году Скаффиди изобразила второплановую героиню по имени Алессандрия в полнометражном фильме «Сара Кью».
В 2015 году Скаффиди пригласили сыграть в фильме ужасов Дэмиена Леоне «Ужасающий». Прочитав сценарий, актриса сначала отказалась участвовать в картине и назвала задумку «гротескной» и «страшной», но после беседы с Леоне присоединилась к проекту. Саманте предложили выбрать между ролями Доун и Виктории Хейз, и она выбрала последнюю, так как эта героиня ей больше понравилась. Съёмки «Ужасающего» проходили в 2016 году. Скаффиди понравилось сниматься в ленте, поскольку съёмочная группа работала очень слаженно, а Дэвид Ховард Торнтон (актёр, играющий злодея клоуна Арта) был очень дружелюбен на съёмочной площадке. Скаффиди повторила роль Виктории в «Ужасающем 2»: участием в сиквеле она также осталась довольна, в особенности благодаря продуктивному сотрудничеству со съёмочной группой и лучшему пониманию своего экранного персонажа. На протяжении съёмок первой и второй частей из-за обезображенности Виктории Скаффиди потребовалось носить тяжёлый протезный грим. После появления на Netflix «Ужасающий» завирусился в сети и обрёл культовый статус, а также стал первым фильмом в карьере Скаффиди, обзавёдшимся растущим фэндомом.

## Фильмография
| Год  | Фильм                        | Роль                 | Примечания             |
| ---- | ---------------------------- | -------------------- | ---------------------- |
| 2013 | «Неловкое молчание»          | официантка           | короткометражный фильм |
| 2013 | «Derailing»                  | Беа                  | короткометражный фильм |
| 2015 | «Сетевик»                    | Мишель               |                        |
| 2015 | «Сэм»                        | Жоржетта             |                        |
| 2015 | «Действовать, естественно»   | Саманта              | короткометражный фильм |
| 2016 | «Ужасающий»                  | Виктория «Вики» Хейз |                        |
| 2017 | «Хижина в лесу: Новая глава» | Люс                  |                        |
| 2017 | «Американское фанго»         | Кэти                 |                        |
| 2018 | «Сара Кью»                   | Алессандрия          |                        |
| 2022 | «Ужасающий 2»                | Виктория «Вики» Хейз |                        |
| 2024 | «Ужасающий 3»                | Виктория «Вики» Хейз | [ 11 ] [ 12 ]          |